# Ruffieux
Cet article possède un paronyme, voir Ruffieu.
Ruffieux est une commune française située dans le département de la Savoie, en région Auvergne-Rhône-Alpes.

## Urbanisme

### Typologie
Au 1er janvier 2024, Ruffieux est catégorisée commune rurale à habitat dispersé, selon la nouvelle grille communale de densité à sept niveaux définie par l'Insee en 2022.
Elle est située hors unité urbaine et hors attraction des villes,.

### Occupation des sols
L'occupation des sols de la commune, telle qu'elle ressort de la base de données européenne d’occupation biophysique des sols Corine Land Cover (CLC), est marquée par l'importance des forêts et milieux semi-naturels (65,5 % en 2018), en diminution par rapport à 1990 (75,3 %). La répartition détaillée en 2018 est la suivante : 
forêts (65,5 %), zones agricoles hétérogènes (18 %), prairies (9,3 %), zones urbanisées (5,1 %), eaux continentales (2,1 %).
L'IGN met par ailleurs à disposition un outil en ligne permettant de comparer l’évolution dans le temps de l’occupation des sols de la commune (ou de territoires à des échelles différentes). Plusieurs époques sont accessibles sous forme de cartes ou photos aériennes : la carte de Cassini (XVIIIe siècle), la carte d'état-major (1820-1866) et la période actuelle (1950 à aujourd'hui).

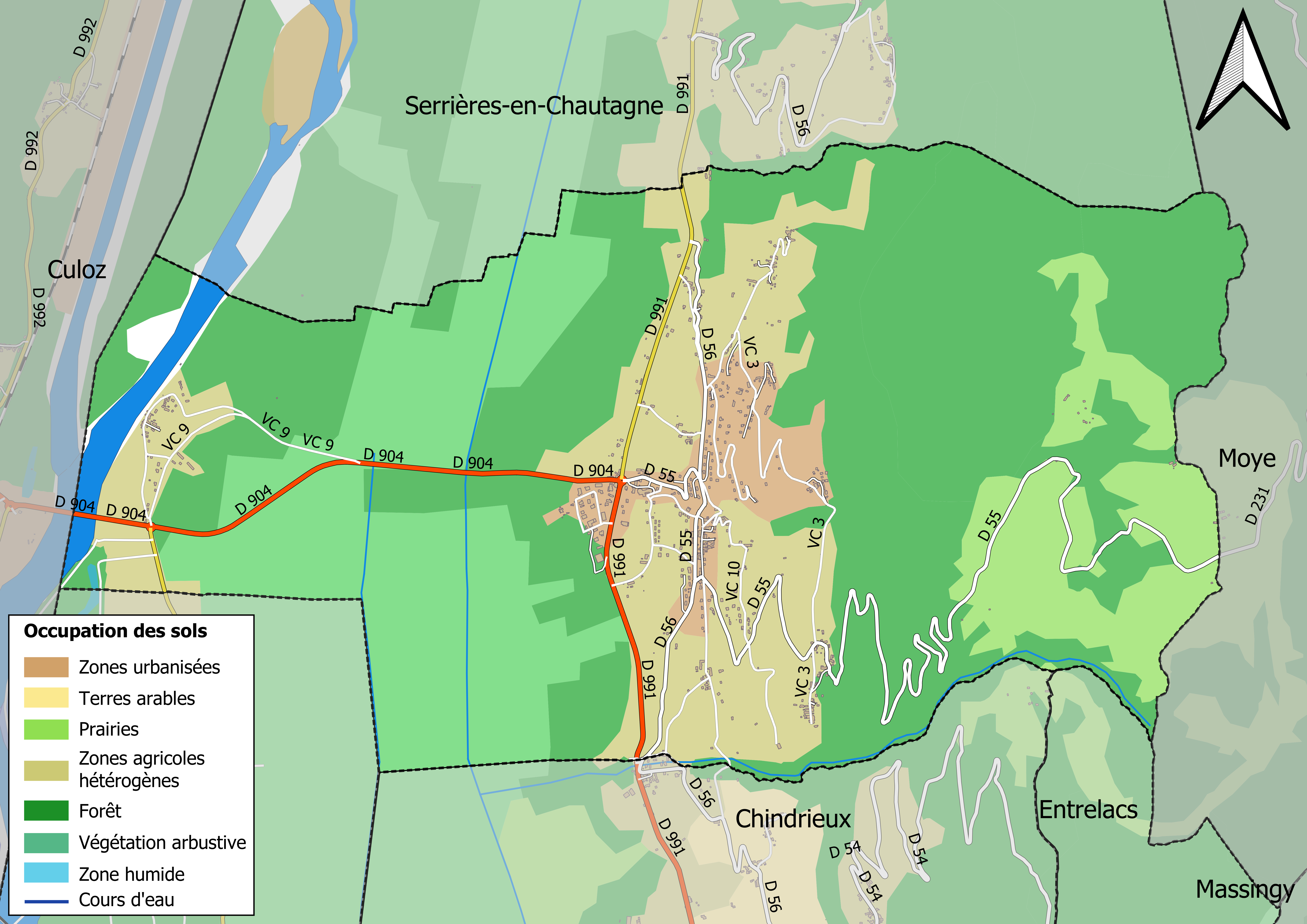
Carte des infrastructures et de l'occupation des sols en 2018 (CLC) de la commune.
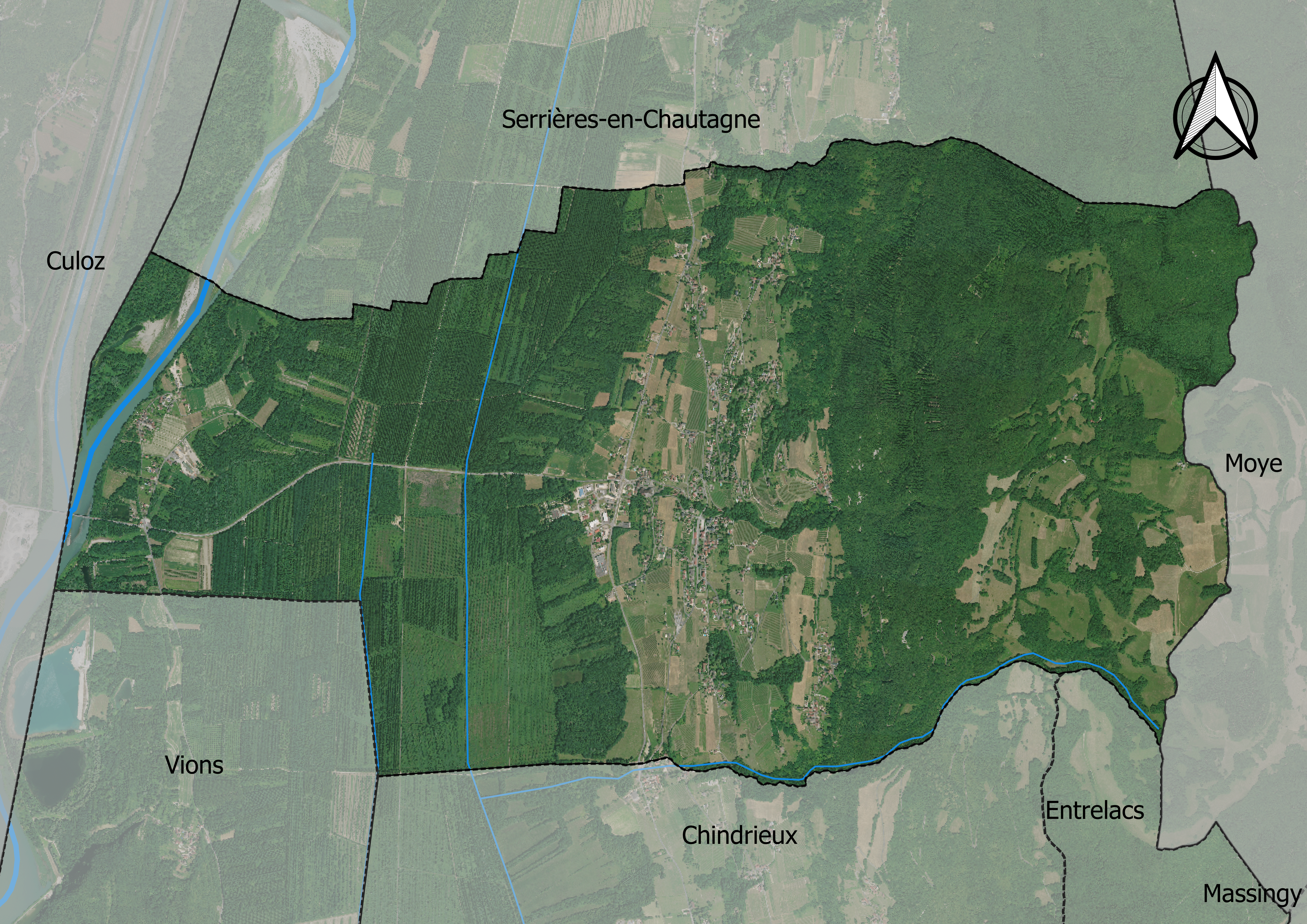
Carte orthophotogrammétrique de la commune.

## Toponymie
Le nom est mentionné anciennement sous les formes Cura de Ruphiou in Choutagnia et Ruffiacum au XIVe siècle, retrouvant cette dernière également au XVIIe siècle,. On trouve parfois la forme « Ruffieux-en-Chautagne » afin de distinguer le Ruffieux situé dans la région naturelle de Chautagne, de celui de Ruffieu, situé en Valromey.
Le toponyme remonterait à un anthroponyme gallo-roman *Ruffius, cognomen signifiant « le Rouge », du latin rufus (« roux ») associé au suffixe -iacum,.
En francoprovençal, le nom de la commune s'écrit Rfyo (graphie de Conflans) ou Refix (ORB).

## Histoire
Ruffieux, chef-lieu de canton, est également la capitale économique de la Chautagne.
Des vestiges d’occupation humaine remontent au néolithique.
L’étymologie proviendrait de Ruffiacum (domaine d'un hypothétique gallo-romain nommé Rudus). Des fouilles ont révélé de nombreux objets gallo-romains au centre du village et en différents endroits de la commune, dont des stèles dédiées à Mars et à Apollon.
La Chautagne passant des Allobroges au royaume de France puis à celui de Bourgogne, des maisons fortifiées sont construites à partir du XIe siècle. Aujourd'hui subsistent le château de Mécoras (en partie monument historique depuis 1969) ou celui de Chessine.
Dépendance de la châtellenie puis province de Châtillon (rattachée au duché de Savoie) qui  est rattachée au royaume la Savoie, Ruffieux est victime des invasions françaises (XVIe siècle, puis lors de la Révolution française).
Commune essentiellement agricole, aujourd'hui incluse dans le bassin de vie d’Aix-les-Bains, Ruffieux compte 837 habitants.

## Politique et administration
| Période                                  | Période  | Identité        | Étiquette | Qualité |
| ---------------------------------------- | -------- | --------------- | --------- | ------- |
| mars 2014                                | En cours | Olivier Rognard | LR        | ...     |
| 1805                                     | 1806     | Challandard     |           |         |
| Les données manquantes sont à compléter. |          |                 |           |         |

## Population et société
Les habitants de la commune sont appelés les Ruffiolain(e)s,.

### Démographie
L'évolution du nombre d'habitants est connue à travers les recensements de la population effectués dans la commune depuis 1793. Pour les communes de moins de 10 000 habitants, une enquête de recensement portant sur toute la population est réalisée tous les cinq ans, les populations de référence des années intermédiaires étant quant à elles estimées par interpolation ou extrapolation. Pour la commune, le premier recensement exhaustif entrant dans le cadre du nouveau dispositif a été réalisé en 2004.

En 2022, la commune comptait 808 habitants, en évolution de −4,6 % par rapport à 2016 (Savoie : +3,63 %, France hors Mayotte : +2,11 %).
| 1793 | 1800 | 1806 | 1822 | 1838 | 1848  | 1858 | 1861  | 1866  |
| ---- | ---- | ---- | ---- | ---- | ----- | ---- | ----- | ----- |
| 818  | 639  | 925  | 933  | 991  | 1 051 | 979  | 1 059 | 1 066 |

| 1872  | 1876  | 1881 | 1886 | 1891 | 1896 | 1901 | 1906 | 1911 |
| ----- | ----- | ---- | ---- | ---- | ---- | ---- | ---- | ---- |
| 1 041 | 1 060 | 984  | 959  | 881  | 801  | 815  | 804  | 782  |

| 1921 | 1926 | 1931 | 1936 | 1946 | 1954 | 1962 | 1968 | 1975 |
| ---- | ---- | ---- | ---- | ---- | ---- | ---- | ---- | ---- |
| 692  | 671  | 625  | 595  | 590  | 561  | 436  | 392  | 363  |

| 1982 | 1990 | 1999 | 2004 | 2006 | 2009 | 2014 | 2019 | 2022 |
| ---- | ---- | ---- | ---- | ---- | ---- | ---- | ---- | ---- |
| 454  | 540  | 666  | 751  | 782  | 800  | 855  | 816  | 808  |

### Culte
Après-guerre et pendant une vingtaine d'années, Ruffieux fut le siège d'une communauté de prêtres, fondée pour rayonner sur une dizaine de paroisses rattachées au « centre de Ruffieux » : la communauté de Chautagne, qui eut pour curé-archiprêtre le père Louis Robert, neveu de monseigneur Joseph Robert, futur recteur du sanctuaire marial Notre-Dame-de-Myans.
Une communauté sacerdotale que le père Louis Robert a évoquée en ces termes : « Revenu dans mon diocèse après mon année de stage en Mâconnais [à Lugny], je fis un premier séjour au sanctuaire marial de Myans. Je fis des missions dans les paroisses et, après une mission en Chautagne avec un confrère, nous demandâmes à notre évêque, monseigneur Louis-Marie de Bazelaire, s’il nous autorisait à y fonder une petite communauté sacerdotale desservant les neuf paroisses du canton, suivant en cela l'exemple de mon oncle. Notre évêque accepta et nous y nommait en 1955 (un troisième prêtre nous rejoindrait par la suite). Ainsi ai-je été, avec le titre canonique de curé-archiprêtre, le responsable de cette petite communauté installée à Ruffieux, au nord du lac du Bourget, qui desservait les villages de la Chautagne : neuf paroisses, 5 300 habitants et… quelque 5 000 lits touristiques ! Ce que nous créâmes fut toutefois plus modeste qu'à Lugny : pas d'école, pas de branche féminine, et seulement trois prêtres. Nous avons fait un effort de regroupement des paroisses pour le catéchisme, les fêtes de Pâques, de Noël, les professions de foi. Nous avions des prières communes, et allions souvent aux offices de l’abbaye d'Hautecombe qui était implantée sur notre secteur et tenue, à cette époque, par des moines bénédictins dépendant de Solesmes. Il va sans dire que mon oncle nous a bien aidés, et qu’il nous encourageait bien sûr dans notre apostolat. Il venait d'ailleurs souvent l'été, et logeait dans l’un de nos presbytères, pour se reposer ou pour travailler intellectuellement. Nous n'avions pas, comme à Lugny, d'assistantes, mais nous disposions d’une aide-au-prêtre qui était maîtresse de maison et qui rendait aussi beaucoup de services pour la pastorale du secteur : catéchèse, accompagnement des camps de jeunes, etc. Cette expérience n'a cependant duré que dix-sept ans, et s’est arrêtée par manque de prêtres dans notre diocèse (après mon départ, le canton n’a été desservi que par un seul et unique prêtre...). »

## Économie
La commune fait partie de l'aire d'appellation des vins de Savoie Chautagne.

## Culture locale et patrimoine

### Lieux et monuments
- château ou maison forte du Grand Mercoras, une ancienne maison forte du XIVe siècle, au Moyen Âge centre d'une seigneurie.